# Francesco Van Coppernolle
Francesco Van Coppernolle, né le 16 avril 1991 à Deinze, est un coureur cycliste belge.

## Palmarès sur route

### Par année
- 2009
  - 3e étape du Tour de Münster juniors
  - 3e du Trofee der Vlaamse Ardennen
- 2014
  - 3e du Championnat du Pays de Waes
- 2017
  - Grand Prix de la ville de Vilvorde

### Classements mondiaux
| Année           | 2012 |
| --------------- | ---- |
| UCI Europe Tour | 877e |

## Palmarès sur piste

### Championnats de Belgique
- 2015
  - 3e du scratch
- 2016
  - 3e du scratch
  - 3e de l'américaine